# Тип 30
Тип 30 (гобокэн) — штык, сконструированный для японской винтовки Арисака Тип 30, позднее применялся с винтовками Тип 38 и Тип 99, ручными пулемётами Тип 96. Изготавливался в промежутке между 1897 и 1945 годами на государственном заводе Мацусита, арсенале Кокура-Токио и арсенале Тоёда-Ёдосоки Сэйкакуси.
Представляет собой ножевидный штык с клинком длиной в 400 мм, и общей длиной 510 мм. Рукоять деревянная, с металлической головкой.

## Эксплуатация и боевое применение
В 1941 году на вооружении японской стрелковой дивизии имелось 10 369 винтовок и 16 724 штыков (часть пехотинцев вооружалась только штыками).

## Варианты и модификации
Штык имел три незначительно отличавшихся варианта конфигурации:
- Сперва штыки имели гарду с характерным крюком, загнутым по направлению к лезвию, позднее гарда делалась в виде простой прямой крестовины. Ножны стальные[2].
- Во время Второй мировой войны изготавливались упрощённые штыки, с плоским клинком без дола. В 1950-х годах такие штыки (вместе с винтовками Арисака) состояли на вооружении армии Южной Кореи[3].
- В Китае использовались трофейные клинки штыков с долами, объединённые с рукоятями и гардами бельгийских штыков обр. 1924 года[4].